# Upplands runinskrifter 674
Upplands runinskrifter 674 är en runsten som står sydost om Skoklosters slott, söder om Skadevi i Häggeby socken och Håbo kommun i Uppland. 

## Stenen
Stenens material är grå granit och den är skadad och svårläst. Den står intill en åker och nordväst om Galgbackens runstenar U 676 och U 677. Ornamentiken går i Urnesstil vilket daterar den till tidsperioden 1050-1100 och den är ristad av den produktive runmästaren Fot. En översättning av runtexten följer på inskriften nedan:

## Inskriften
Translitterering av runraden:
+ fili × suarthaufþi × tiarfr × ofaikʀ × rai(s)[tu × st]in × eftiʀ × osurk × faþur sin +
Normalisering till runsvenska:
Fili, Svarthaufði, Diarfʀ, Ofæigʀ ræistu stæin æftiʀ Osyrg, faður sinn.
Översättning till nusvenska:
Fili, Svarthövde, Djärv, Ofeg reste stenen efter Osurk, fader sin.

## Tolkningar
Mansnamnet Fili är tidigare okänt. Det kan vara av så kallad hypokoristisk typ: Fili och Heptifili som förekommer i Eddan bland namnen på dvärgar. 
Namnet Osurk är endast känt från U 742 och kan tydas som negationsprefixet o- med sorg, det vill säga osorglig, den glade.

## Bildgalleri

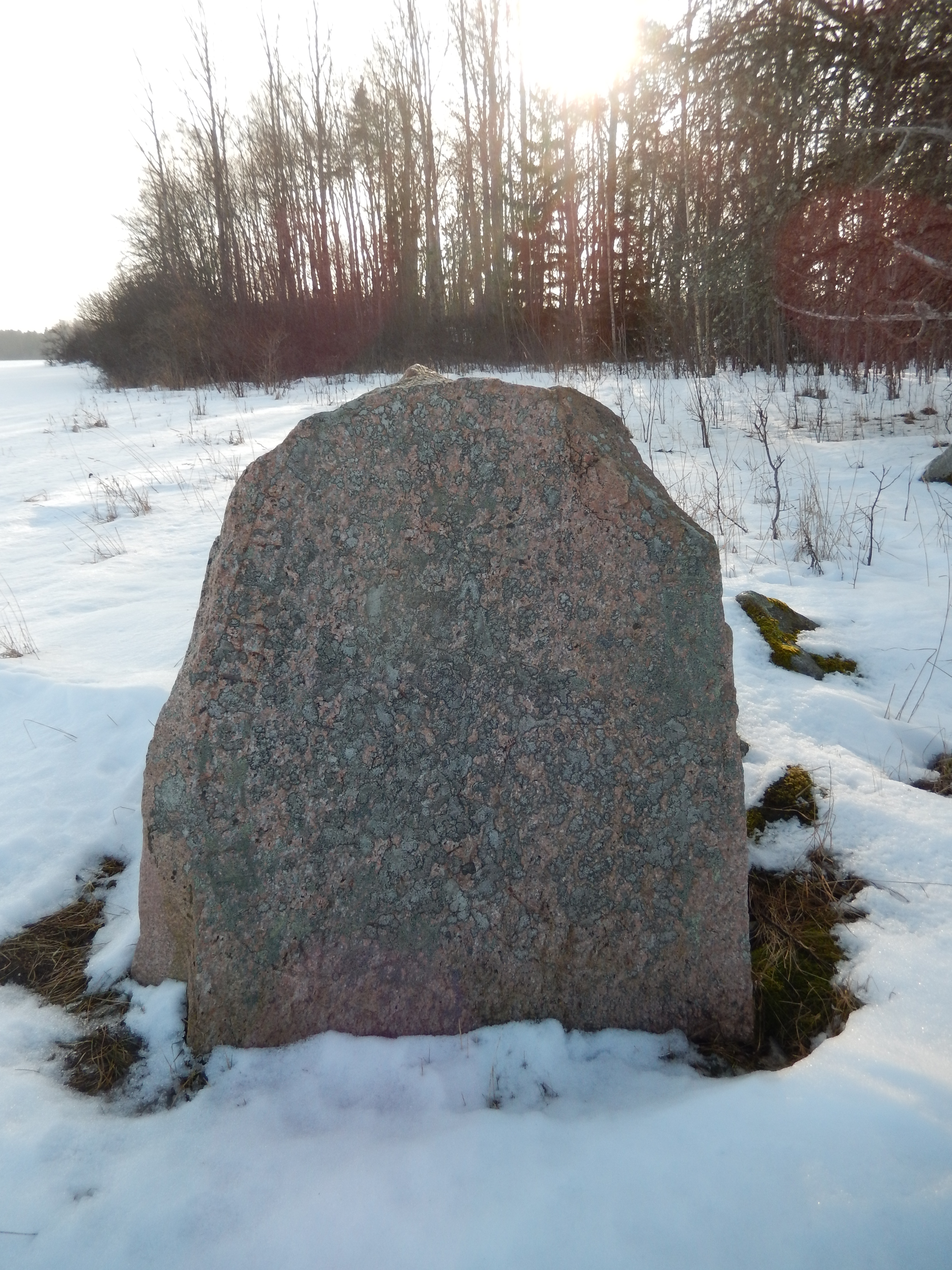
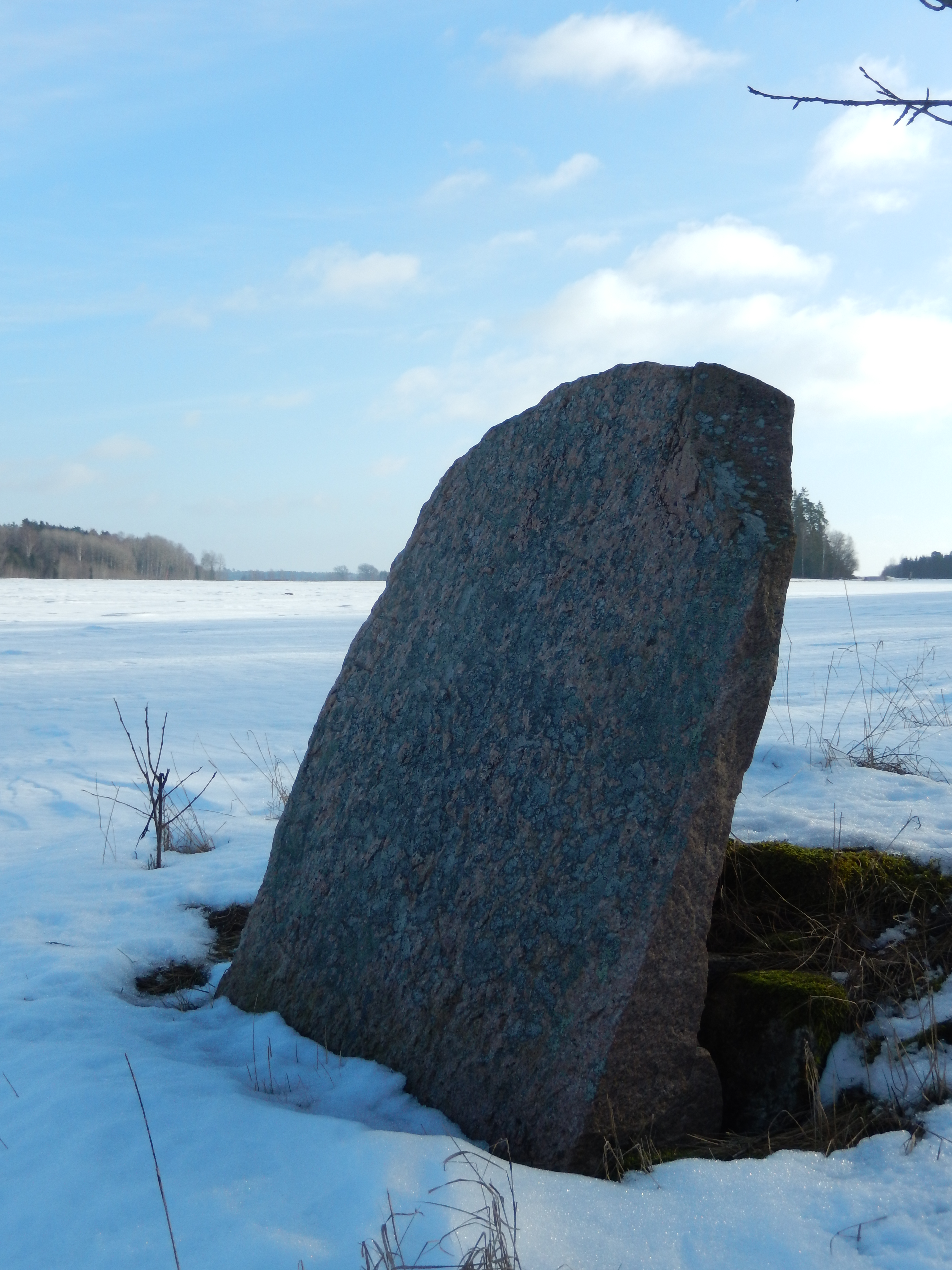
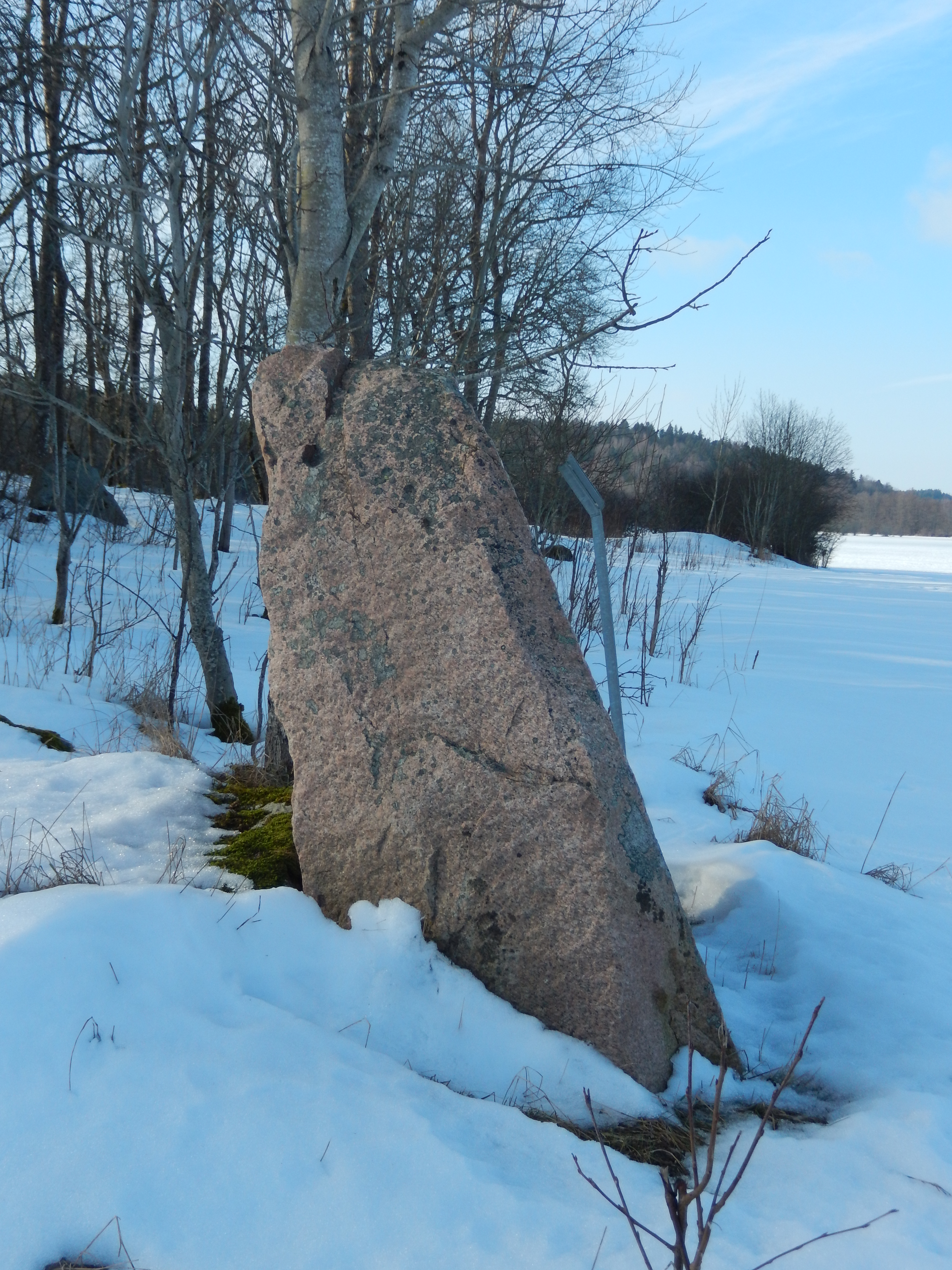
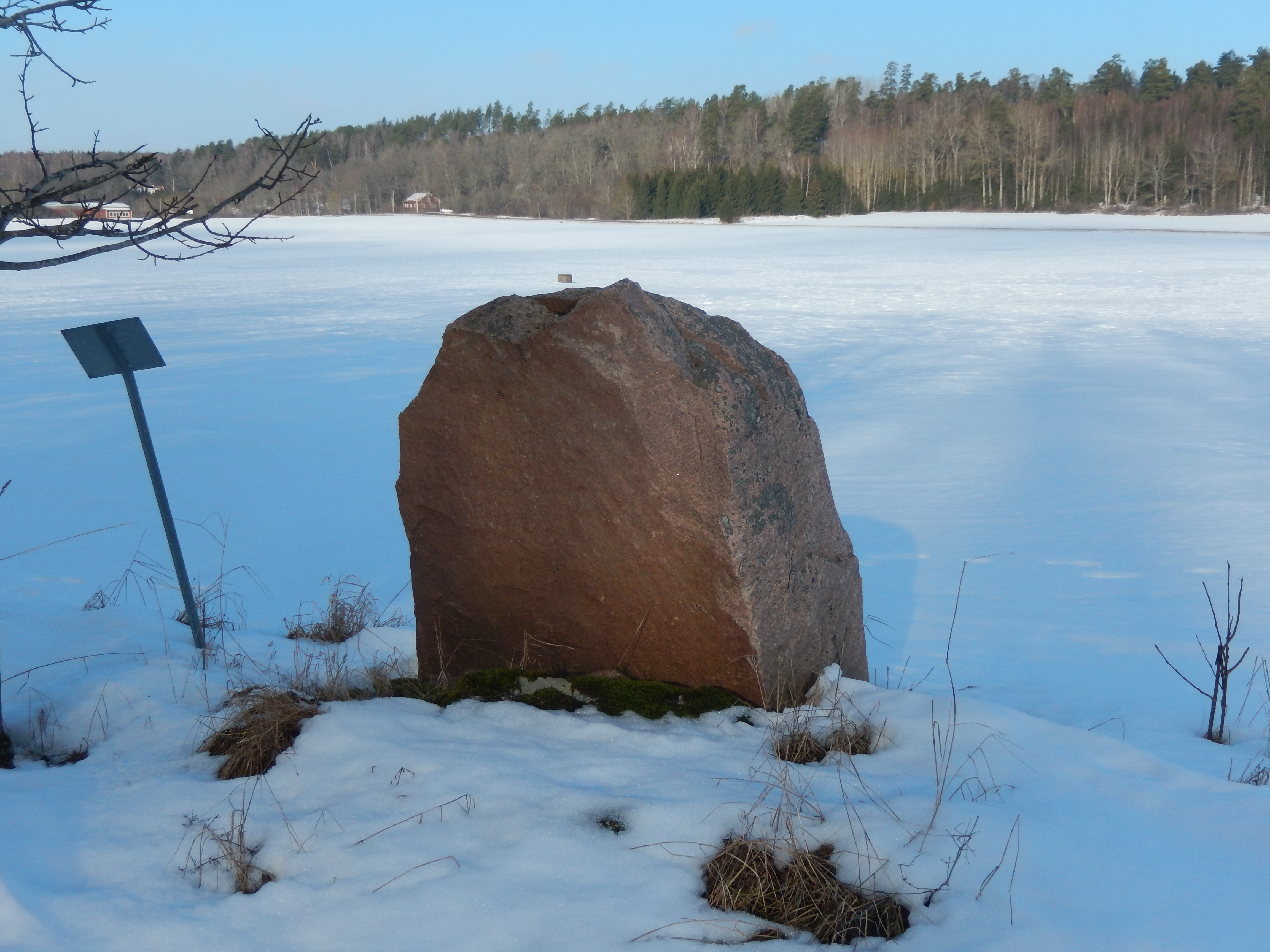